# Jati Baru (Mandiangin)
Jati Baru is een bestuurslaag in het regentschap Sarolangun van de provincie Jambi, Indonesië. Jati Baru telt 1547 inwoners (volkstelling 2010).